# Col d’Èze
Der Col d’Èze ist ein 507 Meter hoher Gebirgspass in den französischen Seealpen. Er befindet sich in der Region Provence-Alpes-Côte d’Azur im Département Hautes-Alpes und führt über die M2564 von Nizza nach Èze.
Der Pass kam durch das Radrennen Paris–Nizza zu größerer Bekanntheit.

## Auffahrten
Die Westauffahrt von Nizza ist zehn Kilometer lang und weist eine durchschnittliche Steigung von 4,9 % auf. Vom Stadtteil Saint-Roch geht es auf der M2564 zunächst um das Observatoire de la Côte d'Azur, wobei die Straße auf den ersten dreieinhalb Kilometern mit rund 7 % ansteigt. Im Anschluss flacht die Straße ab und passiert nach 5,5 Kilometern den Col des Quatre Chemins. Nun beginnt die M2564 für zweieinhalb Kilometer wieder stärker anzusteigen, ehe die letzten zwei Kilometer nahezu flach auf die Passhöhe führen.
Alternativ kann der Col d’Eze auch aus nördlicher Richtung über den Chemin de Stao-Soubran und aus südlicher Richtung über den Boulevard du Maréchal Leclerc erreicht werden. Die Ostauffahrt erfolgt über La Turbie.

## Radsport

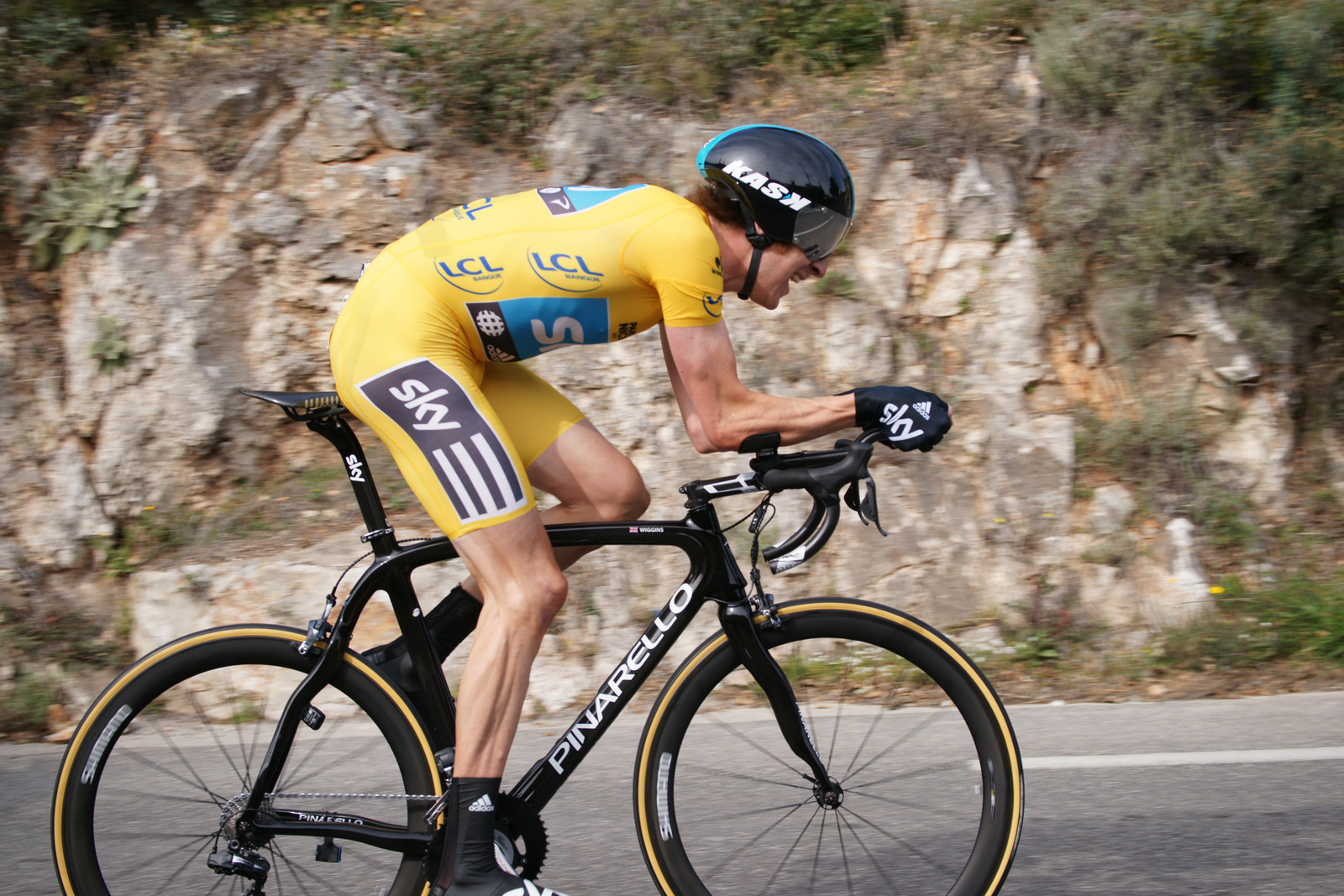
Bradley Wiggins beim Bergzeitfahren auf den Col d’Eze (Paris–Nizza 2012)

Der Col d’Èze zählt zu den bekanntesten Pässen der Seealpen. Seit dem Jahr 1969 stellt nimmt er eine zentrale Rolle beim Etappenrennen Paris–Nizza ein, das jährlich im Frühjahr ausgetragen wird. Bis ins Jahr 1995 fiel die Entscheidung über den Gesamtsieg meist auf dem letzten Abschnitt, der im Rahmen eines Einzelzeitfahrens von Nizza auf den Col d’Èze führte. Das Bergzeitfahren fand zuletzt im Jahr 2015 statt, der Pass hingegen blieb jedoch bis heute ein fixer Bestandteil der hügligen Abschlussetappe um Nizza.

### Tour de France
Die Tour de France führte in den Jahren 1911 und 1912 erstmals über den Col d’Èze. Dabei diente der Pass als Auffahrt nach La Turbie, ehe es über den Col de Castillon und Col de Braus zurück nach Nizza ging. Die Kombination dieser Anstiege wurde später auch Boucles de Sospel bezeichnet und wurde bis im Jahr 1932 jährlich (mit Ausnahme der Kriegsjahre 1915–1918) in die entgegengesetzte Richtung (im Uhrzeigersinn) befahren. Der Col d’Èze diente somit als Erweiterung des Anstiegs von La Turbie, ehe es bergab nach Nizza ging. Im Jahr 1933 wurde der Col d’Èze erneut von Nizza aus angefahren, ehe er ab dem Jahr 1934 wieder aus östlicher Richtung angesteuert wurde. Nachdem die Boucles de Sospel im Jahr 1938 zum letzten Mal in ihrer ursprünglichen Form befahren wurden, stand der Col d’Èze im Jahr 1939 ein weiteres Mal auf dem Programm.
Nach dem Zweiten Weltkrieg wurde der Col d’Èze nur drei weitere Male von der Tour de France überquert. Im Jahr 1953 wurde auf der Passhöhe erstmals eine Bergwertung (2. Kategorie) abgenommen, die sich der Franzose Joseph Mirando sicherte. Im Anschluss ging es bergab nach Monaco, wo das Etappenziel erreicht wurde. Bei der Tour de France 2009 erfolgte die Auffahrt von Monaco über La Turbie, wo die Bergwertung abgenommen wurde. Im Jahr 2020 stand der Col d’Èze auf der 2. Etappe im Rahmen des Grand Départ von Nizza auf dem Programm. Er  wurde als vorletzter Anstieg rund 30 Kilometer vor dem Ziel passiert. Die Auffahrt erfolgte erneut über die Westauffahrt.
Im Jahr 2024 soll der Col d’Èze im Abschlusszeitfahren der Tour de France passiert werden. Die Strecke führt dabei über 33,7 Kilometer von Monaco nach Nizza. Nach dem Start geht es zunächst bergauf nach La Turbie, ehe der Col d’Èze nach einer kurzen Abfahrt über den Boulevard du Maréchal Leclerc erreicht wird. Auf der Passhöhe wird eine Zwischenzeit genommen, jedoch keine Bergwertung ausgefahren.
| Jahr | Etappe     | Bergwertung  | Fahrer         | Auffahrt |
| ---- | ---------- | ------------ | -------------- | -------- |
| 1953 | 16. Etappe | 2. Kategorie | Joseph Mirando | West     |
| 2020 | 02. Etappe | 2. Kategorie | Nicolas Roche  | West     |